# Manuel Hurtado y García
Manuel Hurtado y García (Arenas del Rey, Granada, 25 de marzo de 1896 – Tarazona, Zaragoza, 12 de enero de 1966) fue un sacerdote español, obispo de Tarazona y fundador de la Congregación de Siervas del Evangelio.

## Biografía
Oriundo de la localidad alpujarreña de Torvizcón, hijo de Manuel Hurtado Luque y de Ana García Sánchez, nació en Arenas del Rey, donde su padre, comerciante en vinos, se acababa de instalar. Cursó estudios primarios en su pueblo natal y en Torvizcón e ingresó en el Seminario de San Cecilio de Granada en 1907, donde se doctoró en Filosofía Eclesiástica y en Sagrada Teología en 1919.
Fue ordenado diácono en 1918 y presbítero en 1919.
Enseñó Latín, Castellano, Geografía e Historia y ocupó la cátedra de Sagrada Teología en el mismo seminario y Universidad Pontificia hasta 1922. Fue cura ecónomo de la parroquia del Sagrario (1922-1923) y párroco de Santa María Magdalena (1923-1943), ambas en Granada capital, en las que desarrolló una intensa labor catequista.
Fue nombrado obispo auxiliar de Granada en enero de 1943 y consagrado obispo titular de Bilta en mayo del mismo año. Tras la muerte del arzobispo de Granada, cardenal Parrado, en octubre de 1946, quedó en situación irregular al no resultar elegido administrador apostólico en las votaciones establecidas al efecto por el Código de Derecho Canónico.
El 24 de abril de 1947 fue designado obispo de la diócesis de Tarazona y administrador apostólico de la de Tudela, permaneciendo en esta hasta su unión con la de Pamplona en 1955 y en aquella hasta que falleció.
Como obispo de Tarazona promovió la creación del Colegio de la Sagrada Familia, del nuevo edificio del seminario diocesano, de un albergue, seminario de verano en Vinuesa, y de una emisora diocesana de radio.
Desde 1934 desarrolló la idea de fundar una comunidad de religiosas que cooperaran en las tareas de las parroquias de forma continua y estable. El grupo quedó constituido el 11 de octubre de 1945 como instituto de derecho diocesano bajo el nombre «Congregación de Siervas del Evangelio».
Sus restros mortales se trasladaron en 1970 desde la catedral de Tarazona hasta una capilla funeraria, construida ex profeso, adosada a la iglesia que la Congregación de Siervas del Evangelio tiene en Granada.
En 1997 se inició el proceso para su canonización.

## Distinciones
- Una calle de Granada lleva el nombre «Obispo Hurtado» en su honor.
- Desde 1964 estaba en posesión de la Gran Cruz de la Orden de San Raimundo de Peñafort.[2]
- El Ayuntamiento de Arenas de Rey celebró en 1946 un acto de homenaje y colocó una placa de recuerdo en la fachada del ayuntamiento.

| Predecesor: Nicanor Mutiloa e Irurita | Obispo de Tarazona 1947 - 1966 | Sucesor: José Méndez Asensio |